# Зарудний Микола Якович
Мико́ла Я́кович Зару́дний (20 серпня 1921 , Оріховець, Горобіївська волость, Сквирський повіт, Київська губернія, Українська СРР  — 25 серпня 1991 , Київ ) — український радянський письменник, сценарист. Член спілок письменників (з 1950 року) і кінематографістів України.

## Біографія

Могила Миколи Зарудного

Народився 20 серпня 1921 року в родині вчителів в селі Оріховці, тепер Сквирського району Київської області. У 1939–1941 роках навчався в Українському комуністичному інституті журналістики у Харкові. У 1942 році закінчив факультет журналістики Казахського університету в Алма-Аті.
Брав участь у німецько-радянській війні. Член ВКП(б) з 1948 року.
Працював у редакціях обласних газет, у 1961–1963 роках був головним редактором Київської кіностудії художніх фільмів імені О. П. Довженка. У 1966–1969 роках — секретар правління Спілки письменників України, у 1981–1990 роках — правління Київської організації СПУ.
Помер 25 серпня 1991 року в Києві. Похований у Києві на Байковому цвинтарі (ділянка № 52).

## Творчість
Почав друкуватися від 1944 року. Перші п'єси написані в дусі часу, зокрема під впливом творчості О. Корнійчука. Успіх і головні риси драматургії Зарудного — конфлікт між високим, одухотвореним і приземлено-меркантильним — означила комедія «Веселка» (1958; Київ, 1962; Київ) і розвинулися у п'єсах «Мертвий бог» (1960; Київ), «Фортуна» (1964; Київ), «Рим, 17, до запитання» (1969; Київ), «Дороги, які ми вибираємо» (1971; Київ), «Пора жовтого листя» (1974; Київ) «Маестро, туш!» (1978; Київ), «Обочина», «Регіон» (обидві — 1981; Київ), «Бронзова фаза» (1985; Київ) та інших. Більшість п'єс — на теми сільського життя.
Автор повісті «Мої земляки» (1950; Київ), збірка оповідань «Світло» (1961; Київ), романів «На білому світі» (1967; Київ), «Уран» (1970; Київ), «Гілея» (1973; Київ).
За його сценаріями знято:
- художні фільми: «Веселка» (1959, режисер М. Літус), «Стежки-доріжки» (1963, режисери О. Борисов, А. Войтецький), «Тут нам жити» (1973, режисер А. Буковський; всі — Київська кіностудія художнії фільмів імені О. Довженка);
- фільми-спектаклі: «Чужий дім» (1968), «Рим, 17...» (1972), «Пора жовтого листя» (1974;), «Вірність» (1977), «І відлетимо з вітрами» (1978), «Тил» (1979). Всі студія «Укртелефільм».

## Відзнаки
Лауреат Державної премії України ім. Т. Г. Шевченка (1978; разом з С. В. Данченком (режисером-постановником), М. В. Кипріяном (художником), Н. П. Доценко, В. Г. Максименком, Ф. М. Стригуном (акторами) за виставу «Тил» у Львівському українському драматичноиу театрі імені М. К. Заньковецької). Нагороджений орденами Трудового Червоного Прапора, «Знак Пошани», медалями.